# Paul Leonida
Paul Leonida, romunski general, * 1895, † 1982.